# Gare centrale de Karlsruhe
La gare centrale de Karlsruhe (en allemand : Karlsruhe Hauptbahnhof) est une gare ferroviaire allemande, située au centre de la ville de Karlsruhe dans le Land du Bade-Wurtemberg. 
Tous les jours, environ 60 000 voyageurs et visiteurs fréquentent la gare.

## Situation ferroviaire
La gare est située au point kilométrique (PK) 72,9 de la Rheintalbahn, entre les gares de Karlsruhe-Durlach (de) et d'Ettlingen-Ouest (de). Elle est au PK 60,7 de la ligne de la vallée du Rhin, entre les gares de Karlsruhe-Hagsfeld et de Forchheim (de), et est aussi origine de la ligne de Karlsruhe à Mühlacker.

## Histoire
L'ancienne gare de Karlsruhe a ouvert en 1843 en même temps que la Ligne Mannheim – Bâle. Du fait de l'augmentation de trafic, une nouvelle gare doit être construite à environ 1 km plus au sud. La première pierre est posée en 1910, elle entre en service après trois ans de travaux.
En juin 2007 avec la mise en service la LGV Est européenne, le TGV s'arrête à Karlsruhe, reliant ainsi Paris en 3 h 5 min (contre 5 h 5 min auparavant). Le TGV continue vers Stuttgart et le service est prolongé jusqu'à Munich pour une rame, depuis la fin 2007. Le 23 mars 2012, une relation entre Marseille et Francfort est créé et dessert Karlsruhe tous les jours.

## Service des voyageurs

### Desserte

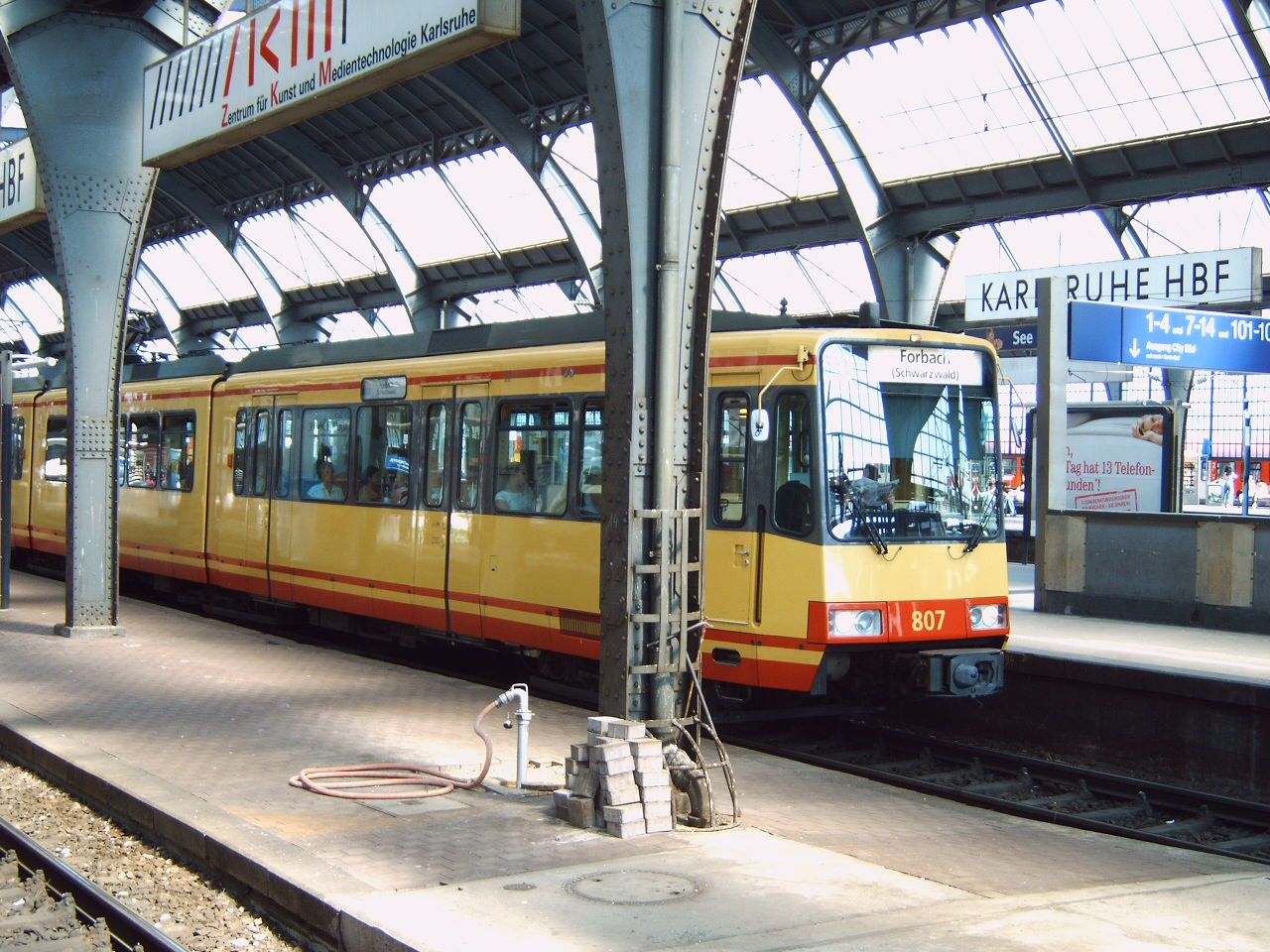
Un tram en gare de Karlsruhe

Environ 150 trains s'y arrêtent chaque jour, principalement des ICE et des IC de la "Rheinstrecke", mais également des trains circulant vers Strasbourg et Stuttgart. Dans le cadre du système de transport de l'agglomération, rendu célèbre sous le nom de Modèle de Karlsruhe, de nombreux trains régionaux et S-Bahn s'arrêtent dans la gare ou sur son parvis (la Bahnhofplatz).
La gare est desservie par un TGV Paris Stuttgart Munich.
Une relation Marseille - Francfort dessert la gare quotidiennement.

### Intermodalité

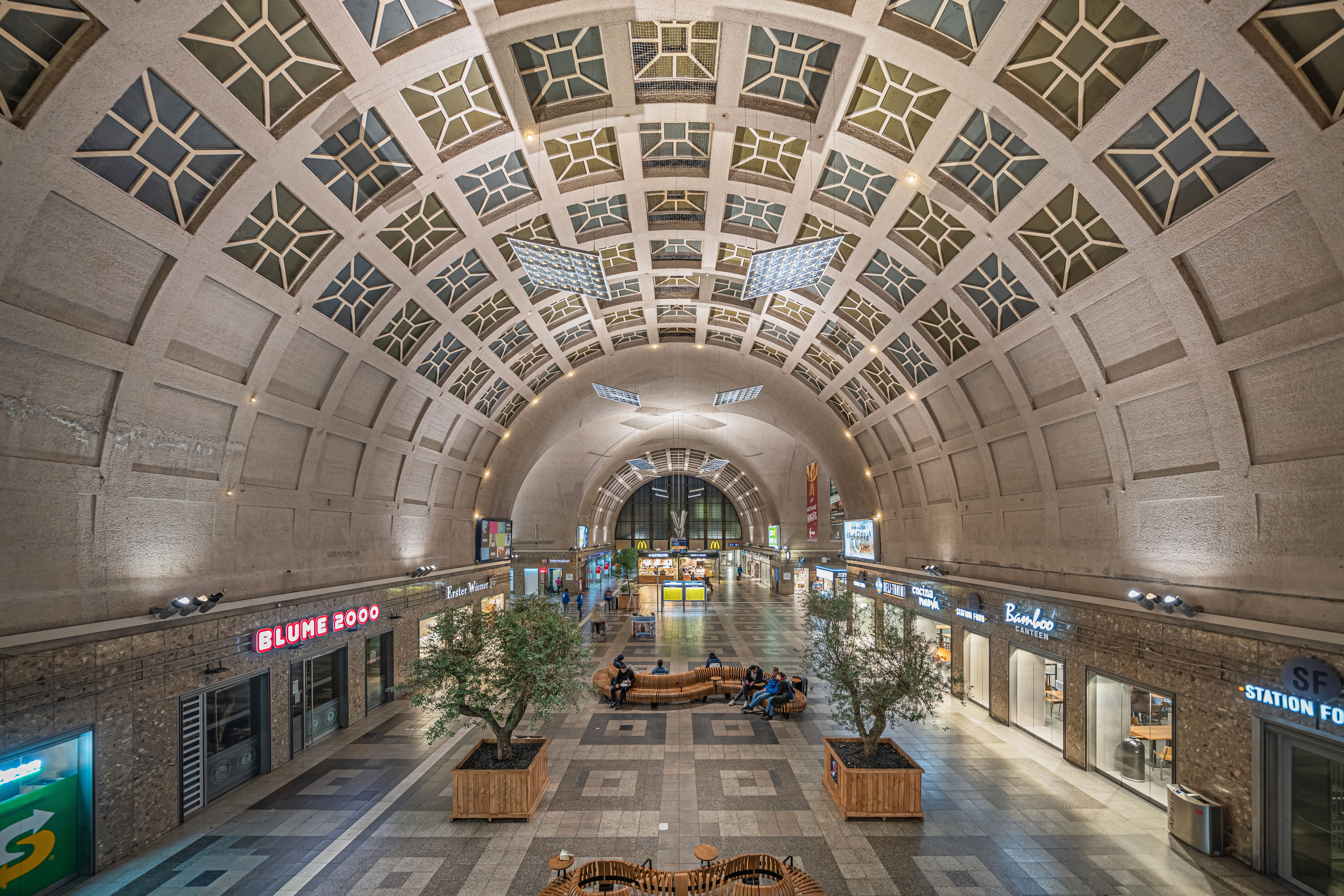
Intérieur de la gare centrale. Octobre 2022.